# Liste der Landschaftsschutzgebiete im Landkreis Dachau
Im Landkreis Dachau gibt es vier Landschaftsschutzgebiete. (Stand: November 2018)

## Liste
- Gebietsname: Amtliche Bezeichnung des Schutzgebietes
- Bild/Commons: Bild und Link zu weiteren Bildern aus dem Schutzgebiet
- LSG-ID: Amtliche Nummer des Schutzgebietes
- WDPA-ID: Link zum Eintrag des Schutzgebietes in der World Database on Protected Areas
- Wikidata: Link zum Wikidata-Eintrag des Schutzgebietes
- Ausweisung: Datum der Ausweisung als Schutzgebiet
- Gemeinde(n): Gemeinden, auf denen sich das Schutzgebiet befindet
- Lage: Geografischer Standort
- Fläche: Gesamtfläche des Schutzgebietes in Hektar
- Flächenanteil: Anteilige Flächen des Schutzgebietes in Landkreisen/Gemeinden, Angabe in % der Gesamtfläche
- Bemerkung: Besonderheiten und Anmerkungen

Bis auf die Spalte Lage sind alle Spalten sortierbar.
| Gebietsname                                                | Bild/Commons   | LSG-ID       | WDPA-ID | Wikidata  | Ausweisung | Gemeinde(n) | Lage     | Fläche ha | Flächenanteil             | Bemerkung |
| ---------------------------------------------------------- | -------------- | ------------ | ------- | --------- | ---------- | ----------- | -------- | --------- | ------------------------- | --------- |
| Landschaftsteile bei Thalhausen                            |                | LSG-00216.01 | 395694  | Q59643747 | 1971       |             | Position | 22,6      | Landkreis Dachau (100 %)  |           |
| LSG Amperauen mit Hebertshauser Moos und Inhauser Moos     | weitere Bilder | LSG-00342.01 | 395850  | Q59643761 | 1983       |             | Position | 1840,3    | Landkreis Dachau (100 %)  |           |
| Verordnung des Lkr. Dachau über ein LSG im Glonntal        | weitere Bilder | LSG-00270.01 | 395748  | Q59643763 | 1974       |             | Position | 1833,48   | Landkreis Dachau (99,9 %) |           |
| Verordnung des Lkr. Dachau über ein LSG im Palsweiser Moos |                | LSG-00271.01 | 395749  | Q59643660 | 1974       |             | Position | 311,74    | Landkreis Dachau (100 %)  |           |